# Marie Dressler

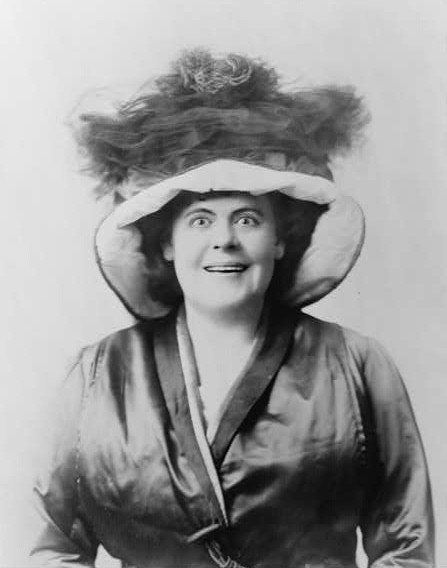
Marie Dressler (1909)

Marie Dressler (* 9. November 1868 in Cobourg, Ontario; † 28. Juli 1934 in Santa Barbara, Kalifornien; eigentlich Leila Marie Koerber) war eine kanadische Schauspielerin, die ihre Karriere beim Theater begann und vor allem als Komödienschauspielerin berühmt wurde. In der frühen Tonfilmzeit stieg Dressler zu einem der größten Stars in Hollywood auf. 1931 wurde Dressler mit dem Oscar für die beste Hauptdarstellerin für ihren Auftritt in Die fremde Mutter ausgezeichnet.

## Leben
Dressler kam als Tochter des deutschen Offiziers und Musiklehrers Alexander Rudolph Körber, der 1826 im brandenburgischen Lindow geboren wurde und später auswanderte, in der kanadischen Provinz Ontario auf die Welt. Sie begann ihre Karriere im Alter von 14 Jahren am Theater und spielte 1892 erstmals am Broadway. Dressler etablierte sich in den folgenden Jahren als Vaudevillestar. 1914 trat sie erstmals in der Filmkomödie Tillies gestörte Romanze neben Charlie Chaplin auf. In den folgenden Jahren drehte sie mehrere Tillie-Komödien und wurde zu einer populären Komikerin. Nachdem sie sich als Gewerkschaftsführerin während eines Streiks der Bühnenarbeiter engagiert hatte, wurde sie auf eine schwarze Liste gesetzt und hatte jahrelang große materielle Not.
Ihre gute Freundin, die Drehbuchautorin Frances Marion, sorgte für sie während der Jahre und verschaffte ihr ab 1927 einen Vertrag mit dem Studio MGM. Zuerst wurde Dressler als resolute ältere Dame eingesetzt, gerne als Vermieterin. Mit der Schauspielerin Polly Moran trat sie in vielen Streifen gemeinsam auf und bildete ein populäres Leinwandpaar. Erste Erfolge in The Patsy und Die ungekrönte Königin machten sie wieder bekannt. Den Durchbruch zum Filmstar hatte sie jedoch 1930, als sie in Greta Garbos Tonfilmdebüt Anna Christie die Rolle einer verbitterten, alten Prostituierten übernahm. Im selben Jahr drehte sie Die fremde Mutter neben Wallace Beery, der zwar gut 20 Jahre jünger war als sie, in dem Film jedoch ihren Ehemann spielte. Die fremde Mutter war einer der finanziell erfolgreichsten Filme des Jahres. Nach diesem Erfolg wurden die Fußspuren von Dressler und Beery auf dem Zementvorplatz vor dem TCL Chinese Theatre in Hollywood mit der Aufschrift „America's New Sweethearts, Min und Bill“ eingelassen. Dressler spielte in der Folge nur noch in Prestigeproduktionen und wurde zu einer der populärsten Schauspielerinnen der USA. Für die Jahre 1932 und 1933 führte sie das Motion Picture Herald Box Office Ranking, das auf alljährlichen repräsentativen Umfragen des Magazins Motion Picture Herald unter US-Kinobetreibern basierte, als kassenträchtigster Star des Landes.
Auf der Oscarverleihung 1931 wurde Dressler  mit dem Oscar für die beste Hauptdarstellerin ausgezeichnet. Für Emma, die Perle erhielt sie auf der Oscarverleihung 1932 erneut eine Nominierung in dieser Kategorie. Am 7. August 1933 war sie auf dem Cover des TIME-Magazins. Im selben Jahr spielte sie in einer Starbesetzung neben John Barrymore, Jean Harlow und Wallace Beery in Dinner um acht, der Verfilmung eines erfolgreichen Broadwaystücks von George S. Kaufman und Edna Ferber. Tugboat Annie aus demselben Jahr, der sie erneut mit Wallace Beery zusammenbrachte, wurde einer der erfolgreichsten Filme des Jahres für das Studio. Anfang 1934 wurde bei ihr eine tödliche Krebserkrankung diagnostiziert. Louis B. Mayer gab ihr noch kurz vor ihrem Tod einen neuen, finanziell lukrativen Vertrag, um ihre Moral zu unterstützen. Sie war von 1900 bis 1906 mit George Hoeppert verheiratet und hatte eine Tochter.
Seit 1960 erinnert ein Stern auf dem Hollywood Walk of Fame, Höhe 1559 Vine Street, an die Schauspielerin.

## Auszeichnungen

### Oscar/Beste Hauptdarstellerin
- Oscarverleihung 1931 – gewonnen für Die fremde Mutter
- Oscarverleihung 1932 – Nominierung für Emma, die Perle

## Filmografie (Auswahl)
- 1914: Tillies gestörte Romanze (Tillie's Punctured Romance)
- 1917: Tillie Wakes Up
- 1927: The Callahans and the Murphys *
- 1927: Breakfast at Sunrise
- 1928: Ein Mädel mit Tempo (The Patsy)
- 1928: Bringing Up Father *
- 1929: The Vagabond Lover
- 1929: The Hollywood Revue of 1929 *
- 1929: Die ungekrönte Königin (The Divine Lady)
- 1930: The Girl Said No *
- 1930: One Romantic Night
- 1930: Caught Short *
- 1930: Anna Christie
- 1930: Let Us Be Gay
- 1930: Venus auf Reisen (Chasing Rainbows) *
- 1930: Die fremde Mutter (Min and Bill)
- 1931: Politics *
- 1931: Reducing *
- 1932: Emma, die Perle (Emma)
- 1932: Prosperity *
- 1933: Die Hafen-Annie (Tugboat Annie)
- 1933: Dinner um acht (Dinner at Eight)
- 1933:	Christopher Bean

Filme mit einem hochgestellten * zeigen Auftritte mit Polly Moran an.